# Sticta subtomentella
Sticta subtomentella är en lavart som först beskrevs av C. Knight ex Shirley, och fick sitt nu gällande namn av Alexander Zahlbruckner. Sticta subtomentella ingår i släktet Sticta och familjen Lobariaceae.   Inga underarter finns listade i Catalogue of Life.